# Епархия Буги

Герб епархии Буги

Епархия Буги (лат. Dioecesis Buguensis) — епархия Римско-Католической церкви с центром в городе Гвадалахара-де-Буга, Колумбия. Епархия Буги входит в митрополию Кали. Кафедральным собором епархии Буги является церковь святого Петра. В городе Гвадалахара-де-Буги находится базилика Пресвятой Девы Марии.

## История
29 июня 1966 года Римский папа Павел VI выпустил буллу «Apostolico muneri», которой учредил епархию Буги, выделит её из архиепархии Кали и епархии Пальмиры.
4 ноября 1997 года в городе Гвадалахара-де-Буга была основана собственная епархиальная семинария.

## Ординарии епархии
- епископ Julián Mendoza Guerrero (3.01.1967 — 4.08.1984);
- епископ Rodrigo Arango Velásquez P.S.S.[1] (17.01.1985 — 19.01.2001);
- епископ Hernán Giraldo Jaramillo (19.01.2001 — 10.05.2012);
- епископ José Roberto Ospina Leongómez (10.05.2012 — по настоящее время).

## Источник
- Annuario Pontificio, Libreria Editrice Vaticana, Città del Vaticano, 2003, ISBN 88-209-7422-3
- Булла Apostolico muneri  (лат.)